# 涅伊瓦河

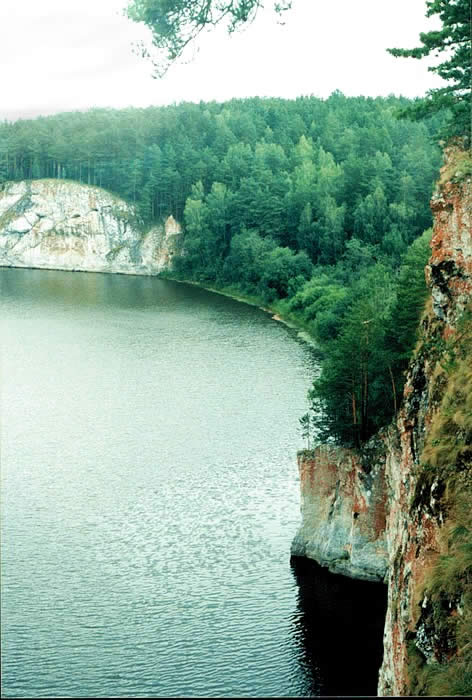
涅伊瓦河

涅伊瓦河是俄羅斯的河流，位於斯維爾德洛夫斯克州內，屬於圖拉河的支流，發源自烏拉爾山脈，最終注入尼察河，河道全長294公里，流域面積5,600平方公里，河水主要來自融雪，在每年11月開始結冰，直至翌年4月，河畔城鎮有涅維揚斯克、阿拉帕耶夫斯克。
57°21′36″N 60°13′41″E / 57.36000°N 60.22806°E